# Mistinguett

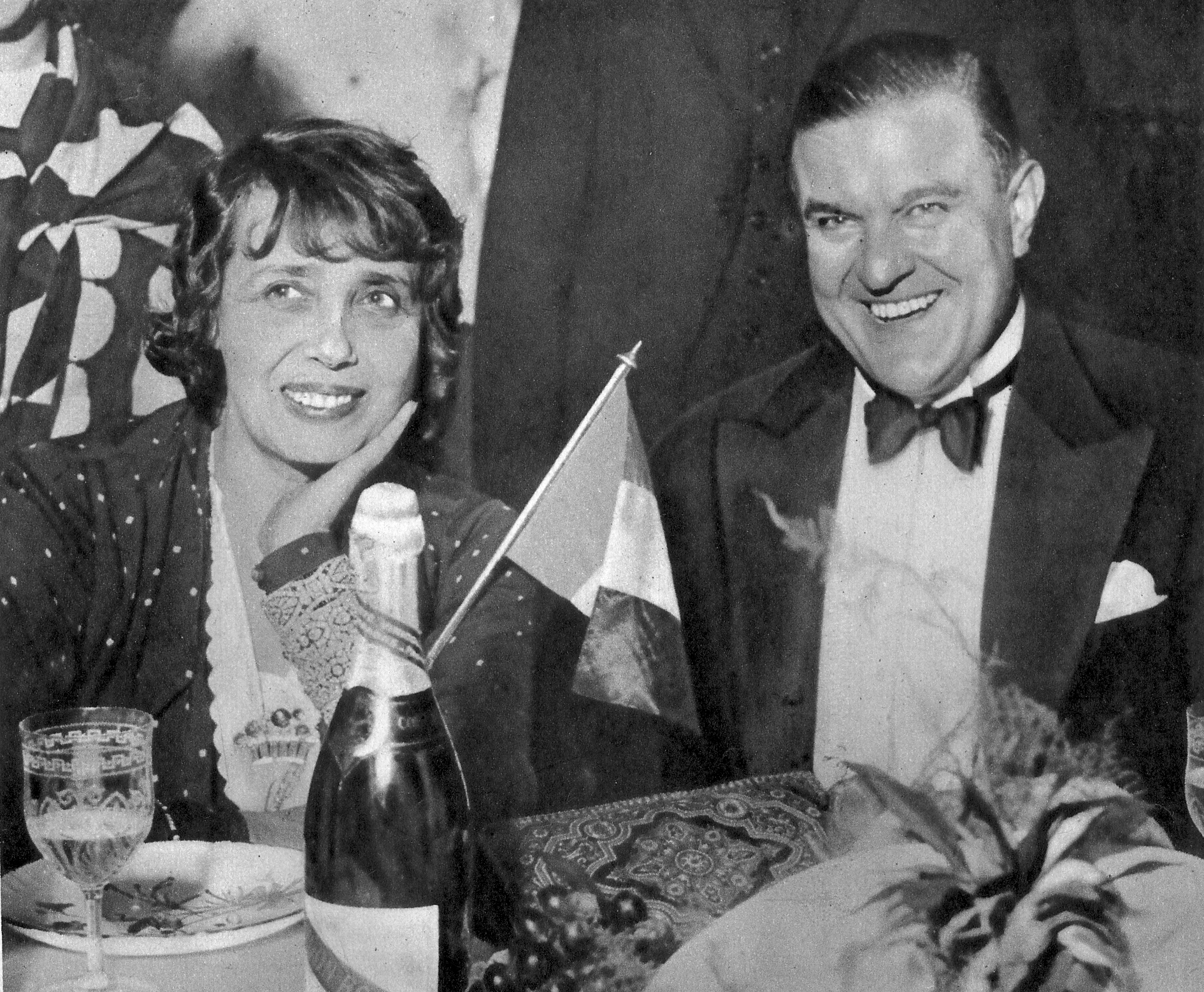
Mistinguett tillsammans med den svenske revykungen Ernst Rolf under ett besök i Stockholm 1931.

Mistinguett , född den 5 april 1875 i Enghien-les-Bains som Jeanne Florentine (även känd som Jeanne-marie) Bourgeois, död 5 januari 1956, var en fransk artist, sångare och dansös.
Hon var stor stjärna vid franska varietéer från 1899, bland annat vid Folies Bergère, Moulin Rouge och Casino de Paris. Hennes paradnummer var Mon Homme och hon samarbetade med bland andra Jean Gabin och Maurice Chevalier.